# Treptowers
Treptowers är ett komplex av byggnader med en skyskrapa i Berlin, Tyskland. Byggnaderna stod klara 1998 och komplexet ligger vid floden Spree i närheten av Treptower Park. Skyskrapan är 125 meter hög och har 32 våningar.

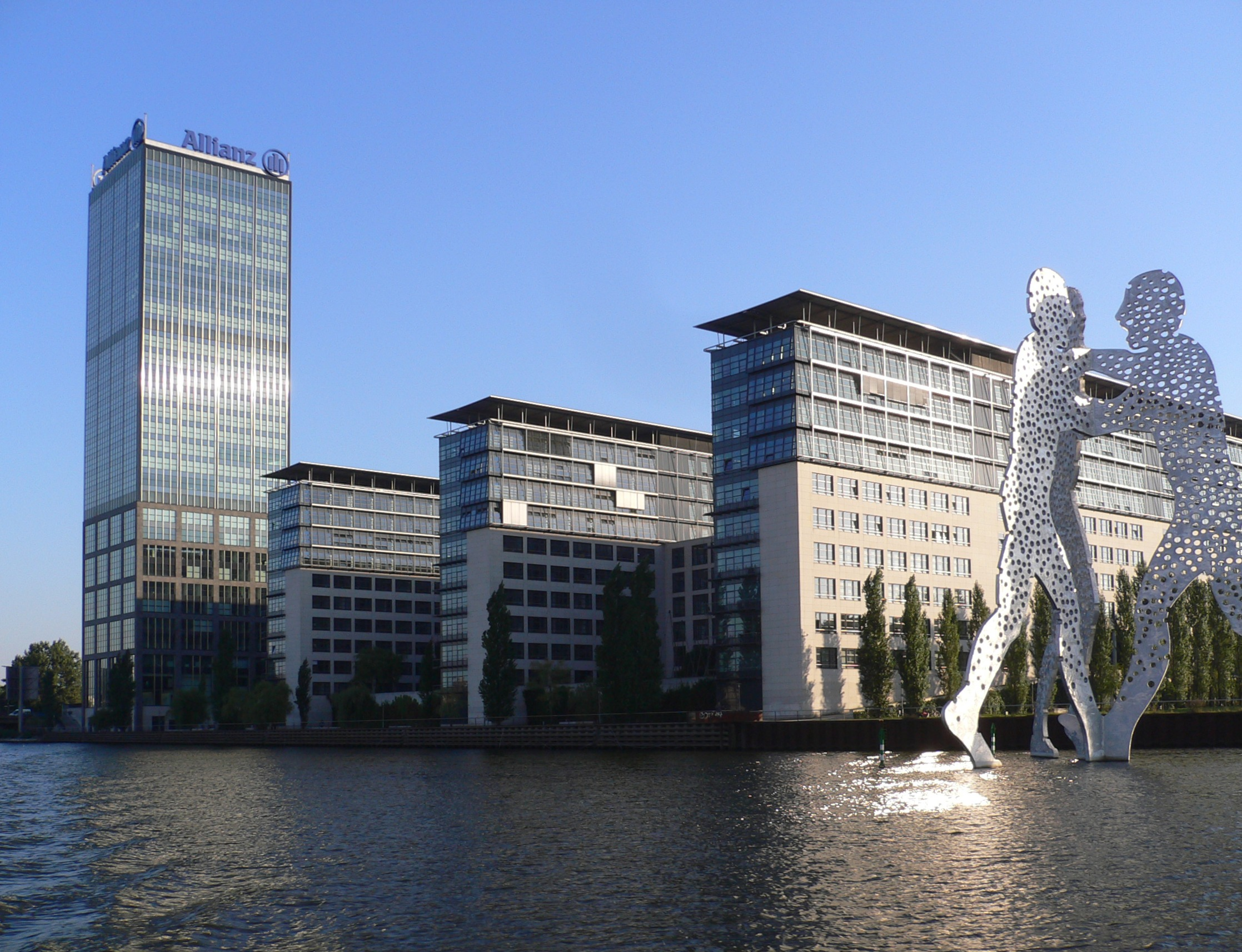
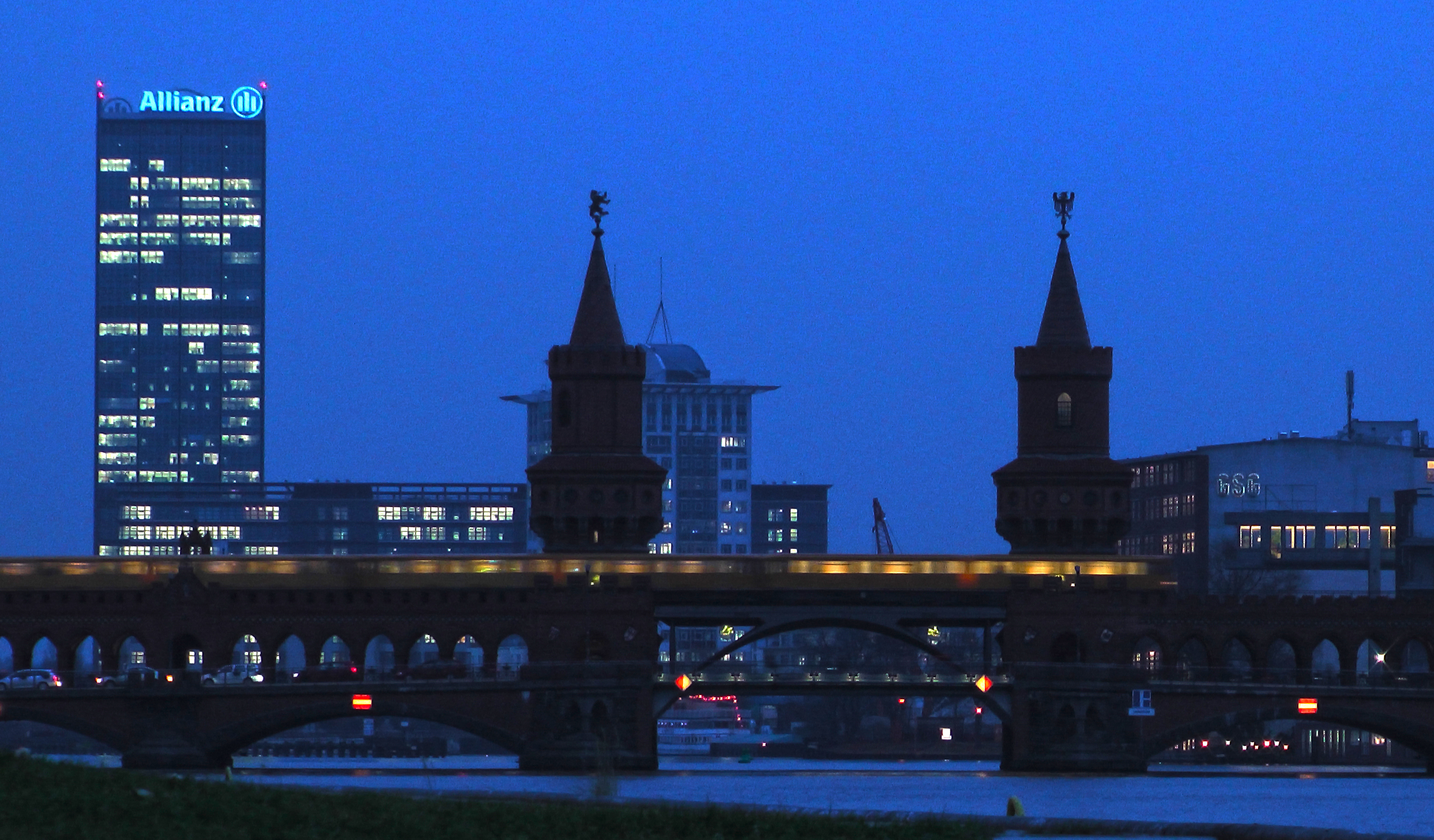